# Reactor de agua en ebullición

Esquema de funcionamiento de un BWR. 1 = Vasija del reactor; 2 = Elemento de fisión;3 = Barras de control; 4 = Bombas de circulación; 5 = Motores de las barras de control; 6 = Vapor; 7 = Entrada de agua;
8 = Turbina de alta presión;
9 = Turbina de baja presión; 10 = Generador eléctrico; 11 = Excitador del generador eléctrico; 12 = Condensador de vapor; 13 = Agua fría para el condensador; 14 = Precalentador; 15 = Bomba de circulación de agua;
16 = Bomba de agua fría del condensador; 17 = Cámara de hormigón; 18 = Conexión a la red eléctrica

Un reactor de agua en ebullición (BWR) (idioma inglés: boiling water reactor), es un tipo de reactor nuclear de agua ligera (LWR en inglés), diseñado por General Electric a mediados de la década de los cincuenta, y en el que el agua común se utiliza como refrigerante y moderador. En este diseño no existe un circuito secundario agua-vapor, sino que es el mismo fluido refrigerante que circula por la vasija y el núcleo del reactor, donde entra en ebullición formando vapor que se utiliza para impulsar la turbina que mueve el generador eléctrico. De esta manera, de la vasija del reactor sale directamente el vapor que se dirige a la turbina. La vasija del reactor dispone de unos lazos de recirculación exteriores que permiten, mediante el uso combinado de bombas centrífugas y de chorro, la regulación rápida del caudal del refrigerante/moderador y, por tanto, el control de la potencia del reactor. En este tipo de reactores, las barras de control están situadas en la parte inferior de la vasija y se insertan en su interior desde abajo mediante un sistema hidráulico que utiliza como fluido el propio refrigerante a alta presión.

## Funcionamiento
En un reactor del tipo BWR solo se utiliza un circuito en el cual el combustible nuclear (2) hace hervir el agua produciendo vapor. Este último asciende hacia una serie de separadores y secadores que lo separan del caudal del agua de refrigeración, reduciendo el contenido de  humedad del vapor, lo cual aumenta la calidad de este. El vapor seco fluye entonces en dirección a la turbina (8, 9) que mueve el generador eléctrico (10). Tras esto el vapor que sale de la turbina pasa por un condensador (12) que lo enfría obteniéndose nuevamente agua líquida, la cual es impulsada mediante bombas (15) de nuevo hacia el interior de la vasija (1) que contiene el núcleo. Dado que el vapor fluye desde el reactor, este se comporta como una máquina térmica convencional. Dentro de la vasija existen separadores de humedad y secadores como elementos internos para eliminar la humedad del vapor, evitando la erosión de las palas de la turbina. [cita requerida]

### Control
La potencia del reactor se controla mediante dos métodos: 

#### Control por barras de control
Variar la posición  de las barras de control de boro (3) (retirando o introduciéndolas en el combustible) es el método común de control de la potencia cuando se arranca el reactor y cuando se trabaja hasta el 70 % de la potencia del reactor. A medida que las barras de control se retiran, se reduce la absorción de neutrones en ellas, aumentando en el combustible. Por tanto aumenta la potencia del reactor. En cambio, al introducir las barras de control, aumenta la absorción de neutrones en estas y disminuye en el combustible de forma que se reduce la potencia en el reactor.

#### Control por flujo de agua
Variar (aumentando o disminuyendo) el flujo de agua a través del núcleo es el método de control más habitual cuando se está operando la central entre el 70 % y el 96.89 % de la potencia del reactor. A medida que se aumenta el flujo de agua a través del núcleo, las burbujas de vapor ("cavidades") se eliminan más rápidamente del núcleo, aumenta por tanto la cantidad de agua líquida en el núcleo, con lo que a su vez aumenta la moderación de neutrones. Esto significa que habrá más neutrones que se ralentizan pudiendo ser absorbidos por el combustible fisible y, en consecuencia, aumentará la potencia del reactor. Cuando disminuye el flujo de agua a través del núcleo se produce el proceso inverso: las cavidades de vapor se mantienen más tiempo en el núcleo, la cantidad de agua líquida en el núcleo disminuye, decrece la moderación de neutrones, con lo que son menos los neutrones que se ralentizan y son absorbidos por el combustible, y por tanto se reduce la potencia del reactor. Esta es una característica muy relevante del diseño de los BWR para la seguridad nuclear dado que, en general, un aumento incontrolado de la potencia del reactor da lugar a una mayor ebullición de agua y por tanto una disminución de la potencia del reactor, que puede llegar a su apagado.

### Diseño

Esquema

El circuito agua/vapor se encuentra a una presión de unas 75 atmósferas, y por ello el agua hierve en el núcleo a una temperatura de alrededor de 285 °C. Dicha presión es relativamente baja, en comparación con la de los reactores de tipo agua a presión. El reactor está diseñado para operar con un 12-15 % de agua en la parte alta del núcleo en forma de vapor, dando como resultado una menor moderación, menor eficiencia de los neutrones y menor densidad de potencia que en la parte baja del núcleo. En cambio, en el caso de un reactor de agua a presión (PWR) apenas se permite la ebullición debido a la alta presión mantenida en su circuito primario (aproximadamente 158 veces la presión atmosférica).
Debido a que el agua que atraviesa el núcleo de un reactor está siempre contaminada con rastros de radioisótopos, se requiere que la turbina este blindada durante su funcionamiento normal, y resulta también necesaria protección radiológica durante los trabajos de mantenimiento de la turbina, mientras que en el resto de tipos de reactores sólo es necesaria protección en el mantenimiento del reactor. El aumento del coste relacionado con el funcionamiento y el mantenimiento de un BWR se compensa con un diseño más sencillo y una eficiencia térmica mayor que la de un PWR. La mayor parte de la radiactividad contenida en el agua del circuito primario tiene una vida corta (en su mayoría es 16N con una vida media de 7 segundos), por lo tanto se puede entrar en la sala de la turbina poco tiempo después de haber detenido el reactor.

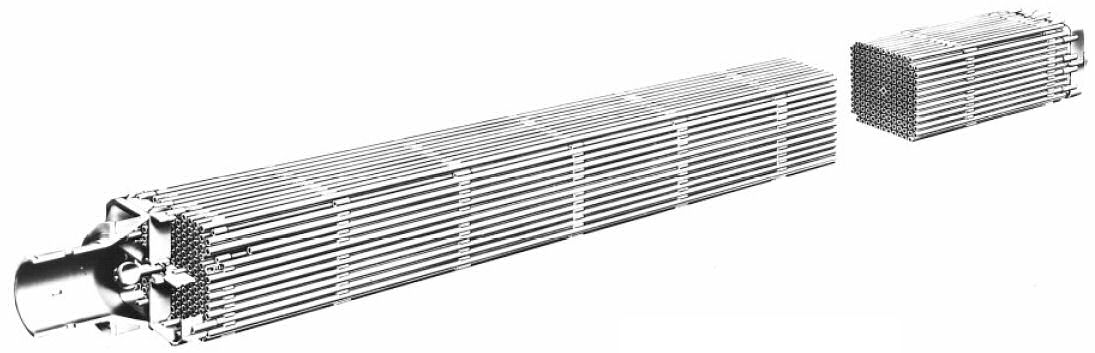
Elemento combustible.

En un BWR moderno cada elemento combustible consta de entre 74 y 100 barras de combustible, y hay más de 800 de estos elementos en el núcleo del reactor, sumando un total de aproximadamente 140 toneladas de uranio.[cita requerida] El número de elementos combustibles en un reactor en concreto depende de la potencia a generar, el tamaño del núcleo y la densidad de potencia que se proyecte para dicho reactor.
En los BWR las barras de control se han de introducir desde la zona inferior de la vasija del reactor.
Al igual que en el reactor de agua a presión, el núcleo de los reactores BWR, una vez detenida la reacción nuclear, tiene un calor residual presente en el agua de refrigeración que ha de ser eliminado mediante refrigeración de parada. En caso de gran desastre, con situación de "blackout" mantenido (falta de suministro eléctrico durante más de 2 horas, habiendo ya usado los generadores diésel de emergencia y las baterías de emergencia), como el que se produjo en el accidente de Fukushima de 2011, podía producir la fusión total o parcial del núcleo en el caso de que todos los sistemas de seguridad fallaran y el núcleo no recibiera refrigerante. Como el PWR, el reactor de agua en ebullición posee un coeficiente de vacío (o de huecos) negativo, esto es, la potencia generada disminuye a medida que la proporción de vapor con respecto a la de agua en el núcleo del reactor aumenta. No obstante, al contrario de lo que ocurre en el PWR, que no posee una fase de vapor en el núcleo del reactor, un incremento en la presión del vapor (causada, por ejemplo, por la obstrucción de la circulación de vapor desde el reactor) tendrá como resultado una disminución súbita de la proporción de vapor con respecto al agua en el interior del reactor. Este aumento de agua llevará a una mayor moderación de neutrones y, en consecuencia, a un aumento de la potencia de salida del reactor. A causa de este efecto en los BWR, los componentes de trabajo y sistemas de seguridad están diseñados para que ningún posible fallo pueda causar un aumento de presión y potencia más allá de la capacidad de los sistemas de seguridad para parar el reactor antes de que se puedan provocar daños al combustible o a los componentes que contienen el refrigerante.

## Ventajas
- La vasija del reactor y sus componentes asociados operan a una presión notablemente baja (alrededor de 75 veces la presión atmosférica) en comparación con un PWR (unas 158 veces la presión atmosférica).
- La vasija del reactor está sometida a una irradiación notablemente menor en comparación con un PWR, y por tanto no se vuelve tan frágil con la edad.
- Opera con una temperatura del combustible nuclear menor.
- El rendimiento de este tipo de reactor es ligeramente superior al de los reactores PWR debido a la eliminación del intercambiador de calor entre los circuitos primario y secundario que necesita este último.
- El reactor tiene un coeficiente de realimentación de potencia negativo fuertemente dominado por el coeficiente de realimentación por vacío (fracción de vapor en el reactor). Esto resulta en una característica de seguridad intrínseca de este tipo de reactores donde un evento que resultara en un incremento de potencia en el reactor resultaría en un aumento de la proporción de vapor en el reactor. Debido al coeficiente de vacío negativo, esto resultaría en una tendencia a reducir la potencia del reactor. Esta característica, sumada al coeficiente de realimentación por temperatura que también es negativo hace que los BWR sean reactores muy estables y controlables.

## Desventajas
- Cálculos operacionales complejos para manejar el uso del combustible nuclear en los elementos combustibles durante la producción de energía debido al flujo bifásico (líquido y vapor) en la zona superior del núcleo (apenas un problema con los ordenadores modernos), y son necesarios más instrumentos en el interior del núcleo.
- Requiere de una vasija de presión mucho más grande que la de un PWR de similar potencia, lo cual redunda en un mayor coste. (No obstante, los costes totales se ven reducidos debido a que los BWR modernos no poseen generadores de vapor y sus tuberías asociadas)
- Contaminación de la turbina por productos de fisión (no es un problema con la moderna tecnología de combustibles)
- Es necesaria protección y controlar el acceso a las turbinas de vapor durante su funcionamiento normal debido a los niveles de radiación provenientes del vapor, el cual entra directamente desde el núcleo del reactor. Además, se han de tomar precauciones adicionales durante las tareas de mantenimiento de la turbina en comparación con los PWR.
- Las barras de control se han de introducir desde abajo, y por tanto no podrían caer dentro del reactor por su propio peso en caso de una pérdida total de la potencia (en la mayoría de los demás tipos de reactores las barras de control están suspendidas por sistemas de sujeción mecánicos, diseñados para que si se produce una pérdida total de potencia estas caerían por su propio peso). El sistema de inserción de las barras de control por debajo del reactor está diseñado para poder funcionar incluso sin electricidad, mediante unos resortes capaces de levantar las barras de forma inmediata en caso de problemas en la central.[cita requerida]
- La inserción completa de las barras de control detienen efectivamente la reacción nuclear primaria. Sin embargo, el combustible nuclear continua generando calor residual por decaimiento radioactivo a una tasa aproximada del 7 % de la potencia total del reactor, lo cual requiere de uno a tres años de bombeo de refrigerante para lograr estabilizar el reactor a baja temperatura. Si la refrigeración falla en el momento de apagar el reactor, este puede sobrecalentarse hasta temperaturas por encima de los 2200 °C, llevando al agua a descomponerse en hidrógeno y oxígeno. En este escenario existe un alto riesgo de explosión, que puede amenazar la integridad estructural del reactor.[cita requerida]